# Rashad Jennings
Rashad Andre Jennings (Forest, 26 marzo 1985) è un giocatore di football americano statunitense che gioca nel ruolo di running back per i New York Giants della National Football League (NFL). Fu scelto nel corso del settimo giro (250º assoluto) del draft NFL 2009 dai Jacksonville Jaguars. Al college giocò a football alla Liberty University.

## Carriera professionistica

### Jacksonville Jaguars
Jennings fu scelto nel corso del settimo giro del Draft 2009 dai Jacksonville Jaguars. Il 22 luglio 2009 firmò un contratto quadriennale del valore di 1,788 milioni di dollari, inclusi 38.450 di bonus alla firma. Debuttò come professionista il 13 settembre 2009 contro gli Indianapolis Colts. Il suo primo touchdown in carriera lo segnò nella settimana 9 contro i Kansas City Chiefs, dopo una corsa da 28 yard. Nella sua seconda stagione da professionista, come riserva di Maurice Jones-Drew, Jennings disputò 13 partite, tre delle quali come titolare, correndo un totale di 459 yard e segnando 4 touchdown.
Nel 2011, Rashad subì una commozione cerebrale nella prima gara di pre-stagione e si infortunò a un ginocchio alla terza gara sempre di pre-stagione. In seguito a questi problemi fisici fu messo nella lista infortunati e perse l'intera annata senza mai scendere in campo.
Dopo la pre-stagione 2012, Jennings fu nominato running back titolare per la prima gara della stagione regolare contro i Minnesota Vikings a causa dello sciopero per cause contrattuali messo in atto da Jones-Drew che perse l'intero training camp e tornò con la squadra a una sola settimana dall'inizio delle gare. Jennings contro i Vikings corse 31 yard su 8 tentativi, coi Jaguars che vennero sconfitti ai supplementari.
Nella settimana 8 i Jaguars misero in difficoltà i Packers ma persero 15-24 con Jennings che giocò una buona gara partendo al posto dell'infortunato Jones-Drew correndo 69 yard. Il 24 dicembre 2012 fu inserito in lista infortunati.

### Oakland Raiders
Il 10 aprile 2013, Jennings firmò un contratto annuale del valore di 630.000$ con gli Oakland Raiders. Nella settimana 4 contro i Washington Redskins bloccò un punt avversario, poi recuperato dal proprio compagno di squadra Jeremy Stewart e convertito in TD. Nella settimana successiva contro i San Diego Chargers fu costretto ad uscire durante il secondo quarto per un infortunio al tendine del ginocchio. Nella settimana 9 contro i Philadelphia Eagles fece il suo primo TD stagionale su una corsa di 8 yard. Nella settimana 11 contro gli Houston Texans segnò un touchdown dopo una corsa da 80 yard. Tornò a segnare due touchdown nella gara del Giorno del Ringraziamento ma i Raiders furono sconfitti dai Cowboys. Nella settimana 15 contro i Kansas City Chiefs realizzò altri 2 TD. Chiuse la stagione giocando 15 partite di cui 8 da titolare, 733 yard su corsa con 6 TD totali.

### New York Giants
L'11 marzo 2014, Jenning firmò coi New York Giants. Partito come titolare nel debutto stagionale con la nuova uniforme, corse 46 yard e segnò un touchdown, oltre a ricevere 4 passaggi per 50 yard. Due settimane dopo corse un record in carriera di 176 yard e segnò un touchdown, trascinando i Giants alla prima vittoria stagionale contro gli Houston Texans. Tornò a segnare due touchdown nella settimana 13 contro i Jaguars, oltre a guidare i suoi con 91 yard corse, ma i Giants uscirono sconfitti in rimonta. La sua stagione si chiuse al secondo posto nei Giants sia in yard corse (639) che in touchdown su corsa (4).
Nella settimana 4 della stagione 2015, Jennings evitò tre tentativi di placcaggio segnando un touchdown su una ricezione da 51 yard a metà del quarto periodo che sigillò la vittoria dei Giants sui Bills. Nell'ultimo turno corse un nuovo massimo in carriera di 170 yard e segnò un touchdown, venendo premiato come miglior running back della settimana. La sua annata si chiuse guidando la squadra sia in yard corse (863) che in TD su corsa (3) disputando per la prima volta tutte le 16 partite come titolare.

## Palmarès
- Running back della settimana: 1

17ª del 2015

## Statistiche
| Partite totali      | 80    |
| Partite da titolare | 42    |
| Yard su corsa       | 3.179 |
| Touchdown su corsa  | 20    |

Statistiche aggiornate alla stagione 2015